# 스타챌린지 & 듀얼토너먼트
스타챌린지 & 듀얼토너먼트(영어: Challenge League & Dual Tournament)는 온게임넷이 주최하는 스타크래프트 개인리그 중 하나로, 스타리거를 가리기 위한 리그이다. 2002년부터 2008년까지 진행되었으며 2007년부터는 챌린지리그를 스타챌린지로 변경하였고, 2008년, EVER 스타리그 2008에서 28강 제도를 사용으로 폐지되었다. 2011년, 다시 듀얼토너먼트로 변경되어, 치러졌으며, 2012년을 마지막으로 다시 폐지되었다. 

## 개요
마이너리그인 챌린지리그와 메이저 리그인 스타리그의 시즌 사이마다 차기 시즌 스타리거를 가리기 위해 열렸으며, 챌린지리그를 통과한 선수들과 스타리그에서 탈락한 선수를 경합시켰다. 여기서 탈락한 반은 챌린지리그로 강등되고 통과한 반은 스타리그로 진출했다.
챌린지리그에서 각 조 2위 이상을 한 선수가 듀얼토너먼트로 통과되며, 스타리그에서 3위 이상을 기록하지 못한 선수들, 즉 4위부터 최하위까지의 선수들이 듀얼토너먼트를 치르게 된다. 4인 1조로 이루어진 각 조는 챌린지리그에서 올라온 두 선수와 스타리그에서 탈락한 두 선수로 이루어지는데, 조별 선수배치는 각 대회에서 주최측에서 매겨진 순위에 의거한다.
하루에 한 조의 경기가 진행되는데, 짧은 경기 기간에 시즌 내내를 챌린지리그에서 보내느냐, 스타리그에서 보내느냐가 결정되므로 선수들에게는 무척 중요도 높은 대회로 여겨졌다. 실제로 스타리그에서 활약하던 선수가 4강이나 8강 이상의 상위입상을 하고도 듀얼토너먼트에서 탈락해 하루 아침에 PC방 예선을 치르는 신세가 되거나 하는 경우가 많았고, 꾸준히 스타리그에 올라서고도 듀얼토너먼트에서 챌린지리그로 떨어진 것을 계기로 슬럼프가 시작된 선수 또한 많았다.